# Arros
Pour les articles homonymes, voir Arros.
Ne doit pas être confondu avec Ruisseau d'Arros.
L’Arros [aʁɔs] est une rivière affluent droit de l’Adour traversant deux départements des Hautes-Pyrénées et du Gers, en ancienne région Midi-Pyrénées donc en nouvelle région Occitanie.

## Hydronymie
L'Arros a donné son hydronyme aux deux communes suivantes de Montégut-Arros et Villecomtal-sur-Arros.

## Géographie
L'Arros est un des principaux affluents de l’Adour. Prenant sa source dans la Forêt des Baronnies, au nord du col d'Aspin, il traverse le département des Hautes-Pyrénées du sud vers le nord, passant par Bourg-de-Bigorre, Tournay et Chelle-Debat, puis pénètre dans le département du Gers par Montégut-Arros et Villecomtal-sur-Arros, avant de rejoindre l’Adour sur sa rive droite peu après Plaisance. Sa longueur est de 130 km.

### Bassin versant
L'Arros traverse dix-huit zones hydrographiques pour une superficie totale de 1 283 km2. Ce bassin versant est constitué à 54,99 % de « territoires agricoles », à 38,90 % de « forêts et milieux semi-naturels », à 5,78 % de « territoires artificialisés », à 0,26 % de « surfaces en eau », à 0,04 % de « zones humides ». 
L'Arros est le cours d'eau du bassin de l'Adour dont la source est la plus éloignée de l'océan : 332 km contre 314 km pour la source de l'Adour de Payolle.

## Communes et départements traversés
Dans les deux départements du Gers et des Hautes-Pyrénées, l'Arros travers cinquante-cinq communes.
- Hautes-Pyrénées : Asque, Esparros, Arrodets, Laborde, Bulan, Lomné, Espèche, Batsère, Avezac-Prat-Lahitte, Sarlabous, Tilhouse, Bourg-de-Bigorre, Benqué-Molère, Bonnemazon, Mauvezin, Artiguemy, Gourgue, Chelle-Spou, Ricaud, Ozon, Tournay, Peyraube, Bordes, Clarac, Moulédous, Goudon, Thuy, Peyriguère, Aubarède, Cabanac, Chelle-Debat, Marseillan, Jacque, Laméac, Saint-Sever-de-Rustan, Buzon.
- Gers : Montégut-Arros, Villecomtal-sur-Arros, Betplan, Haget, Malabat, Beccas, Cazaux-Villecomtal, Sembouès, Saint-Justin, Marciac, Armentieux, Juillac, Ladevèze-Rivière, Beaumarchés, Plaisance, Lasserrade, Tasque, Termes-d'Armagnac, Izotges.

## Hydrographie
C’est un torrent capricieux, dont le niveau d’eau varie au gré des orages et de la fonte des neiges.

## Principaux affluents
Malgré l’étroitesse de son bassin, il reçoit quelques affluents (cours de plus de 10 km de l'amont vers l'aval) : 
- (D) le ruisseau l'Avezaguet, 10,7 km ;
- (G) le ruisseau de Lalherde, 10,7 km ;
- (G) le riou Arrouy, 12,3 km ;
- (D) le ruisseau la Lène, 11,2 km ;
- (G) la rivière l'Arrêt, 15,3 km ;
- (G) la rivière l'Arrêt-Darré, 25,5 km ;
- (D) le ruisseau la Chella, 11,5 km ;
- (G) le ruisseau Lanénos, 11,1 km ;
- (D) le ruisseau le Lurus, 11,8 km ;
- (D) la rivière le Bouès, 63 km ;
- (G) le ruisseau de Larté, 17 km ;
- (G) le ruisseau le Las, 10,6 km.

(D) rive droite ; (G) rive gauche.

### L'Arros à Juillac
L'Arros a été observé à la station Q0612510 L'Arros à Juillac depuis le 1er janvier 1966  à 140 m d'altitude pour un bassin versant de 590 km2.
Le module y est de 6,99 m3/s.

## Historiquement
La vallée de l’Arros formait, avec la vallée de l’Adour et les contreforts pyrénéens, le comté de Bigorre. Le pays de l’Arros était dénommé « Rustan » ou « Rivière-Haute », à la différence de la vallée de l’Adour, appelée « Rivière-Basse ».

## À voir
La haute vallée de l'Arros est un endroit remarquable : sur trois kilomètres environ, depuis la résurgence appelée l'Oueil de l’Arros, la rivière s'écoule dans une gorge. L'humidité a permis le développement d'une forêt aux allures de jungle, avec ses arbres et ses rochers recouverts de mousses géantes, de lichens et de fougères lui donnant un aspect tropical, d'où lui vient son surnom de Petite Amazonie des Pyrénées. Cette partie du cours d'eau, que longe un sentier de 6 km entre Banios et Arrodets de découverte et d'interprétation, est incluse dans une zone de protection Natura 2000.
Quelques jolis monuments sillonnent la vallée de l’Arros, comme les abbayes de l’Escaladieu non loin de Tournay (65), de Saint-Sever-de-Rustan (65), la Tour de Termes d'Armagnac (32), ou encore le château de Gaston Fébus à Mauvezin (65), témoin des quelques conflits qui se sont perpétrés dans cette région frontalière.

## Protection environnementale
Le ruisseau fait partie d'une zone naturelle protégée, classée ZNIEFF de type 2.

## Galerie d'images

Sélection de vues du ruisseau.
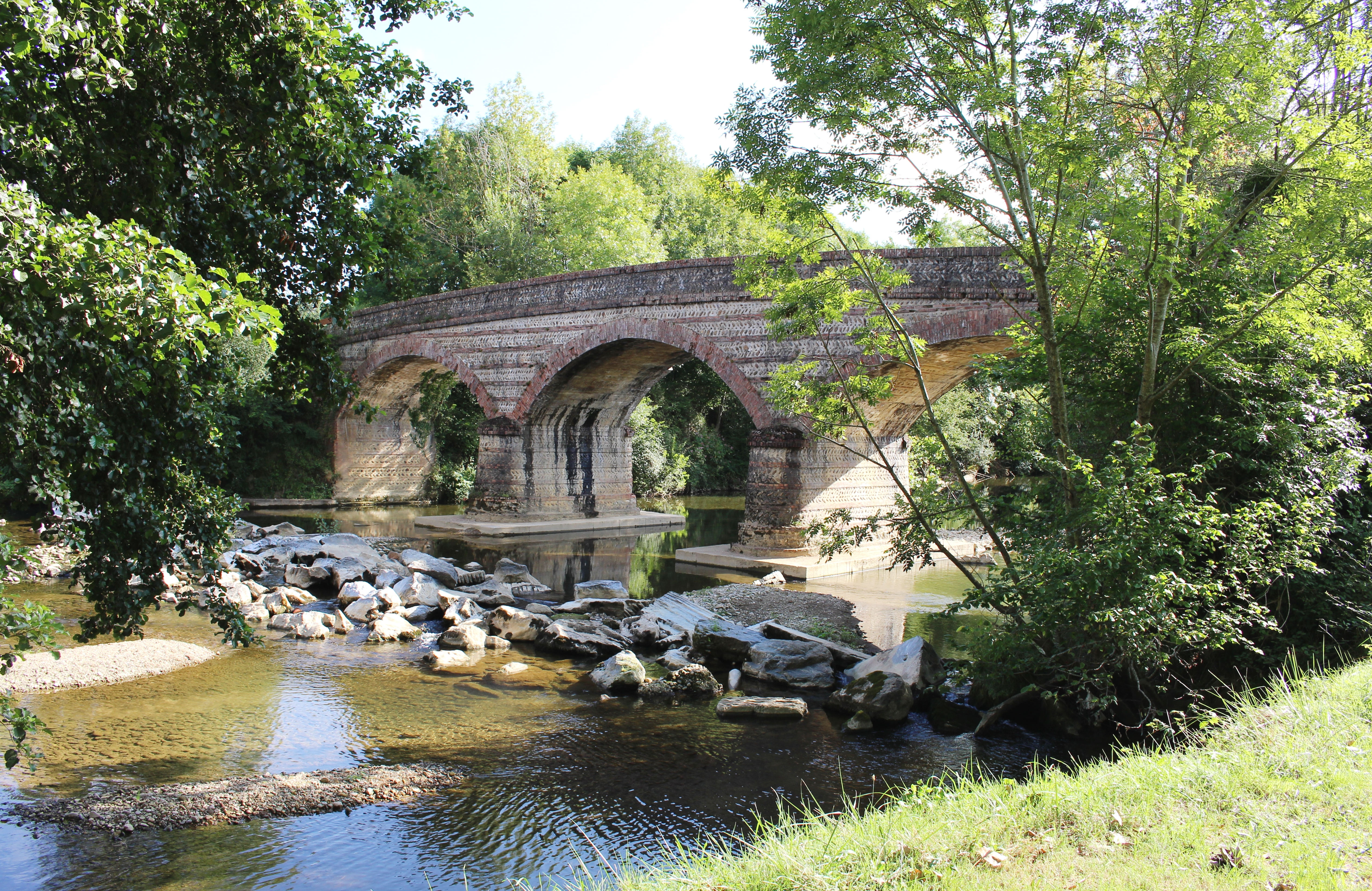
Ả Bordes.
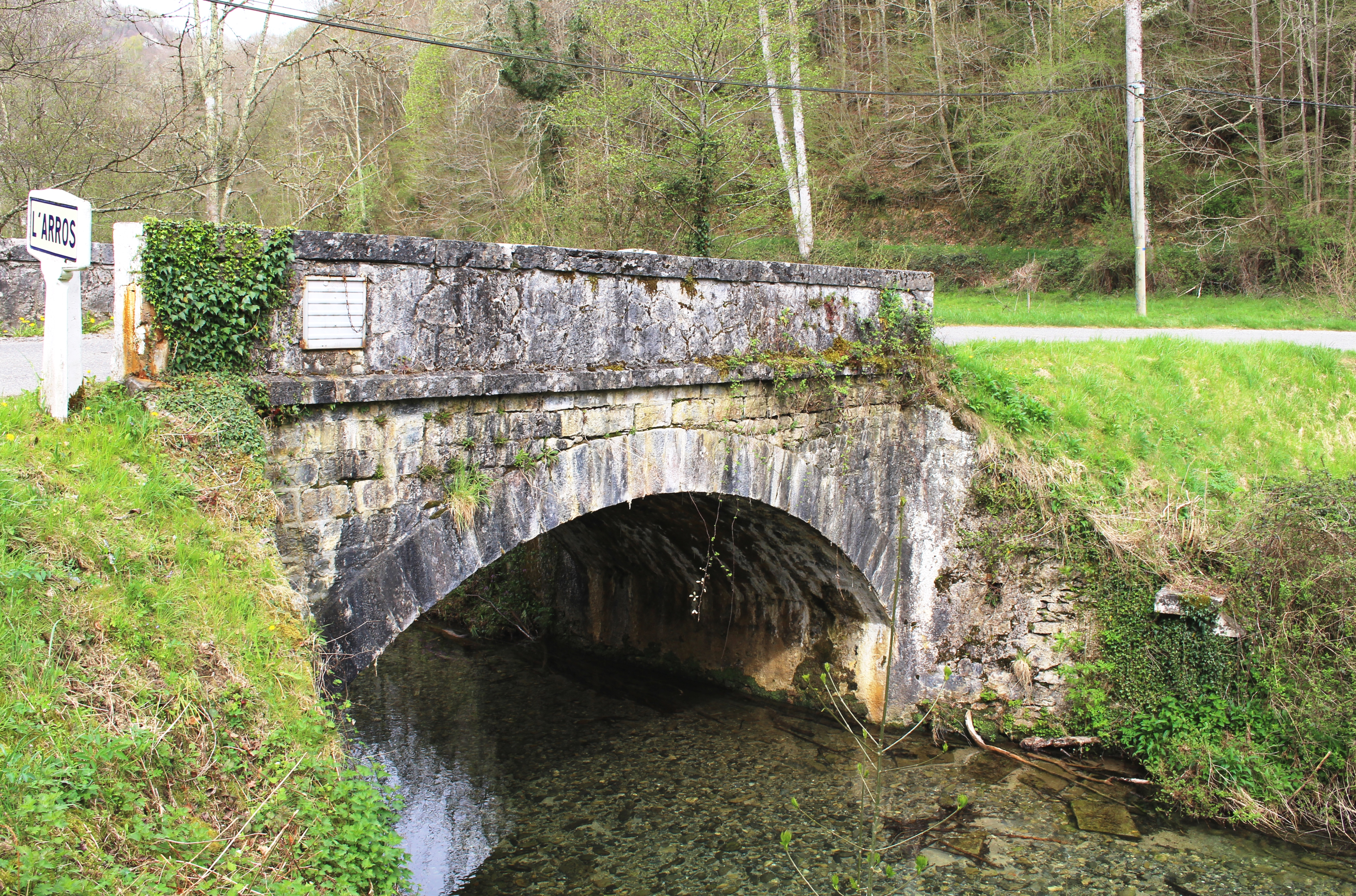
Ả Arrodets.
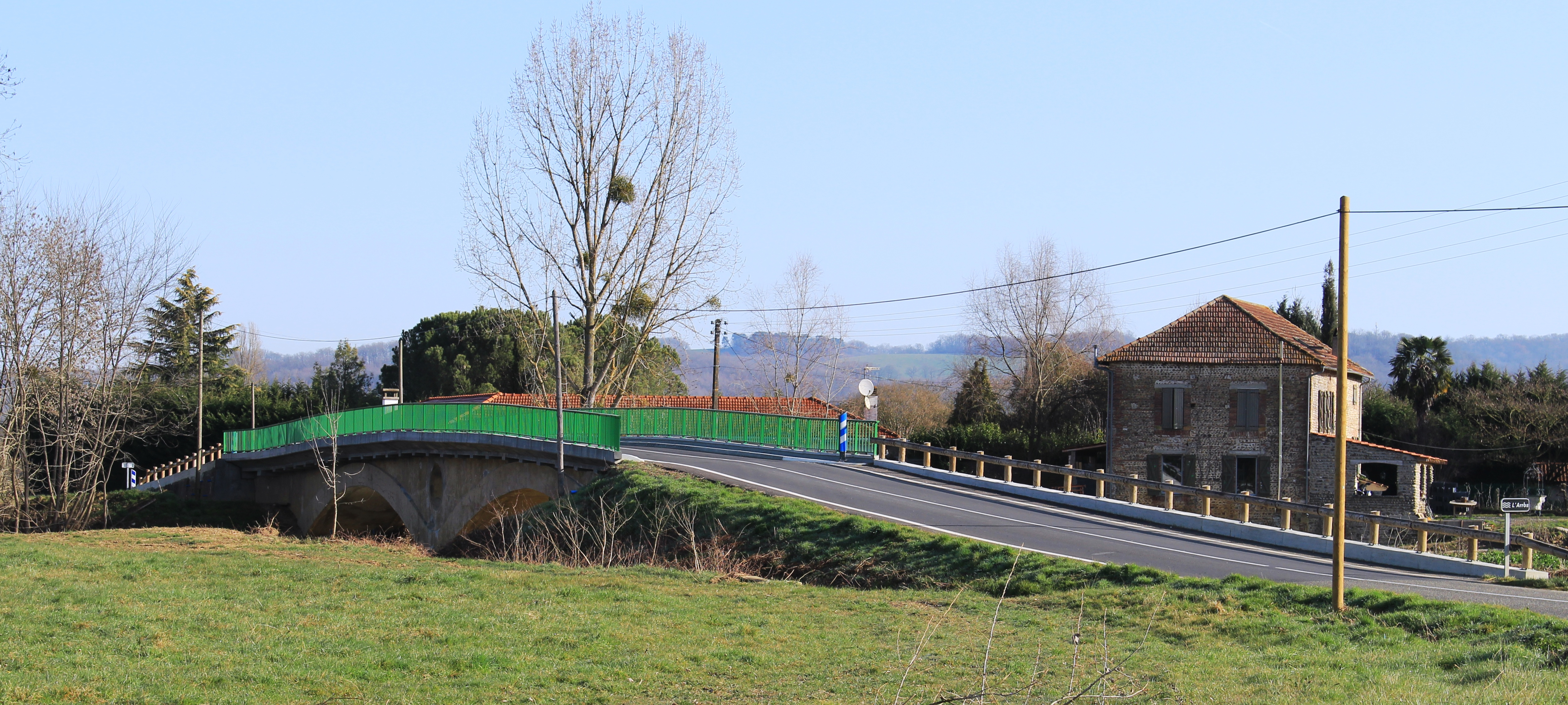
Ả Chelle-Debat.
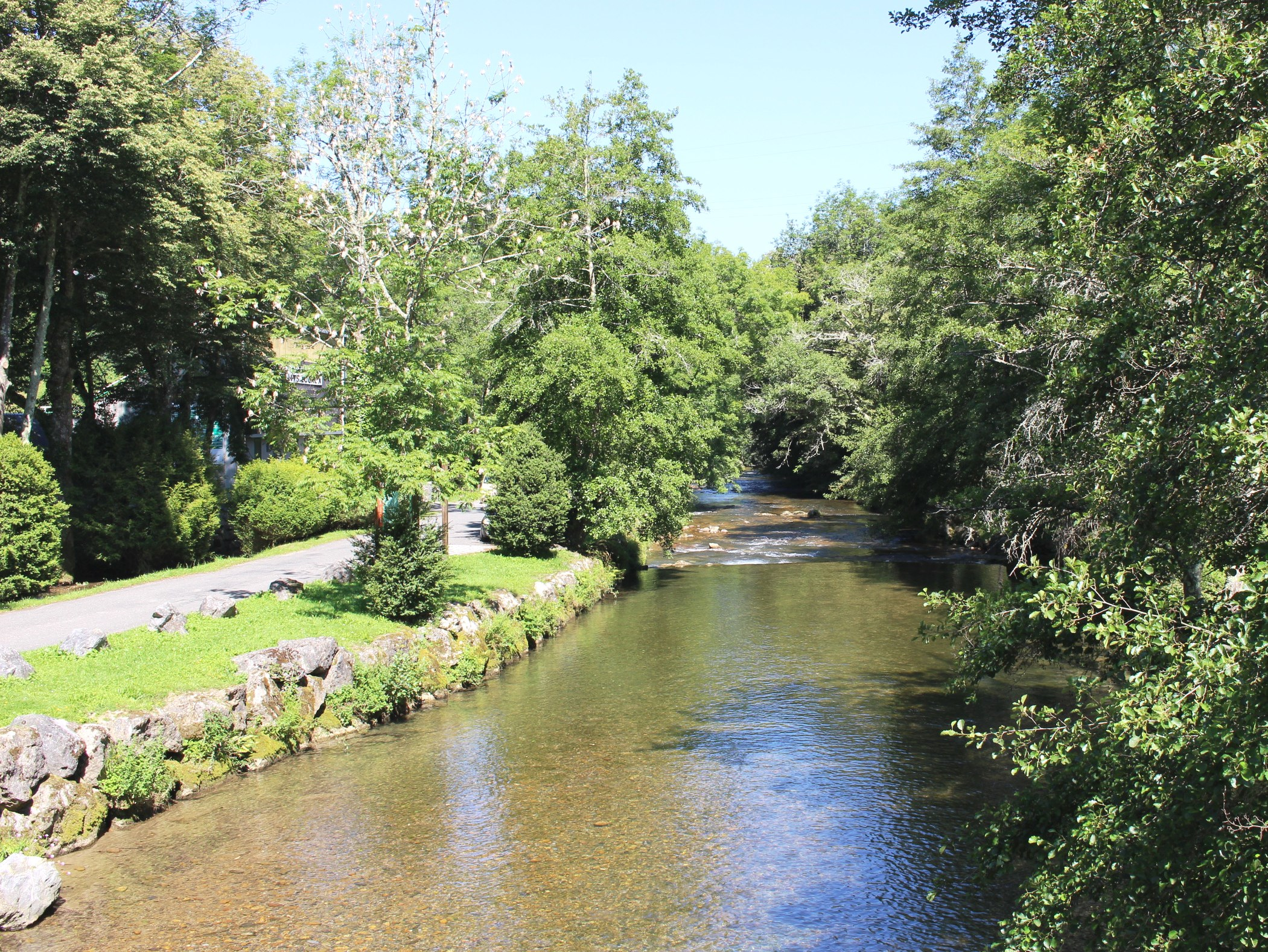
Au moulin des Baronnies.